# Áp thấp nhiệt đới Usman (2018)
Áp thấp nhiệt đới 35W, được biết đến ở Philippines với tên gọi áp thấp nhiệt đới Usman là một hệ thống yếu tác động đến Philipines vào dịp cuối năm.Hệ thống đã từng được dự báo sẽ trở thành một cơn bão nhiệt đới, song nó đã không đạt được tới cấp độ này.Nó đã bị một khối không khí lạnh có cường độ rất mạnh đẩy xuống phía Nam, suy yếu thành áp thấp và tan đi vào ngày 29 tháng 12.Tuy vậy tàn dư của cơn này được một khu vực áp suất khác hình thành vào ngày hôm sau và khu vực áp suất thấp này đã trở thành cơn bão nhiệt đới Pabuk.Tuy không mạnh nhưng Usman đã gây thiệt hại lớn về người với hơn 150 người chết do lũ quét và sạt lở đất, vì công tác phòng chống chủ quan.

## Lịch sử khí tượng
Một áp thấp nhiệt đới hình thành ở biển Philippines vào ngày 25 tháng 12. Nó đi vào khu vực khu vục chịu trách nhiệm của Philipines (PAR) và Philipines đặt tên cho áp thấp nhiệt đới đáng kể là "Usman".Nó đã được dự báo có khả năng mạnh lên thành bão nhiệt đới song nó không đạt đến cấo độ này. Áp thấp nhiệt đới Usman đã đổ bộ lần đầu tiên tại Samar, Đông Visayas vào ngày 28 tháng 12,khi đó Philipines đã giáng nó xuống chi còn là vùng áp thấp và ngưng các cảnh báo về nó. Nó đã đi qua Palawan và các khu vực khác vào cuối tuần. Áp thấp nhiệt đới Usman đã không thể đi qua Philippines và bị các trung tâm khí tượng khác hạ xuống mức thấp còn sót lại. Mức thấp còn sót lại trước đây là Usman đã mang đến mưa lớn cho các vùng của đất nước. Phần còn lại của 35W đã được hấp thụ bởi một vùng thấp vào ngày 30 tháng 12, sau này trở thành bão nhiệt đới Pabuk.

## Chuẩn bị và tác động

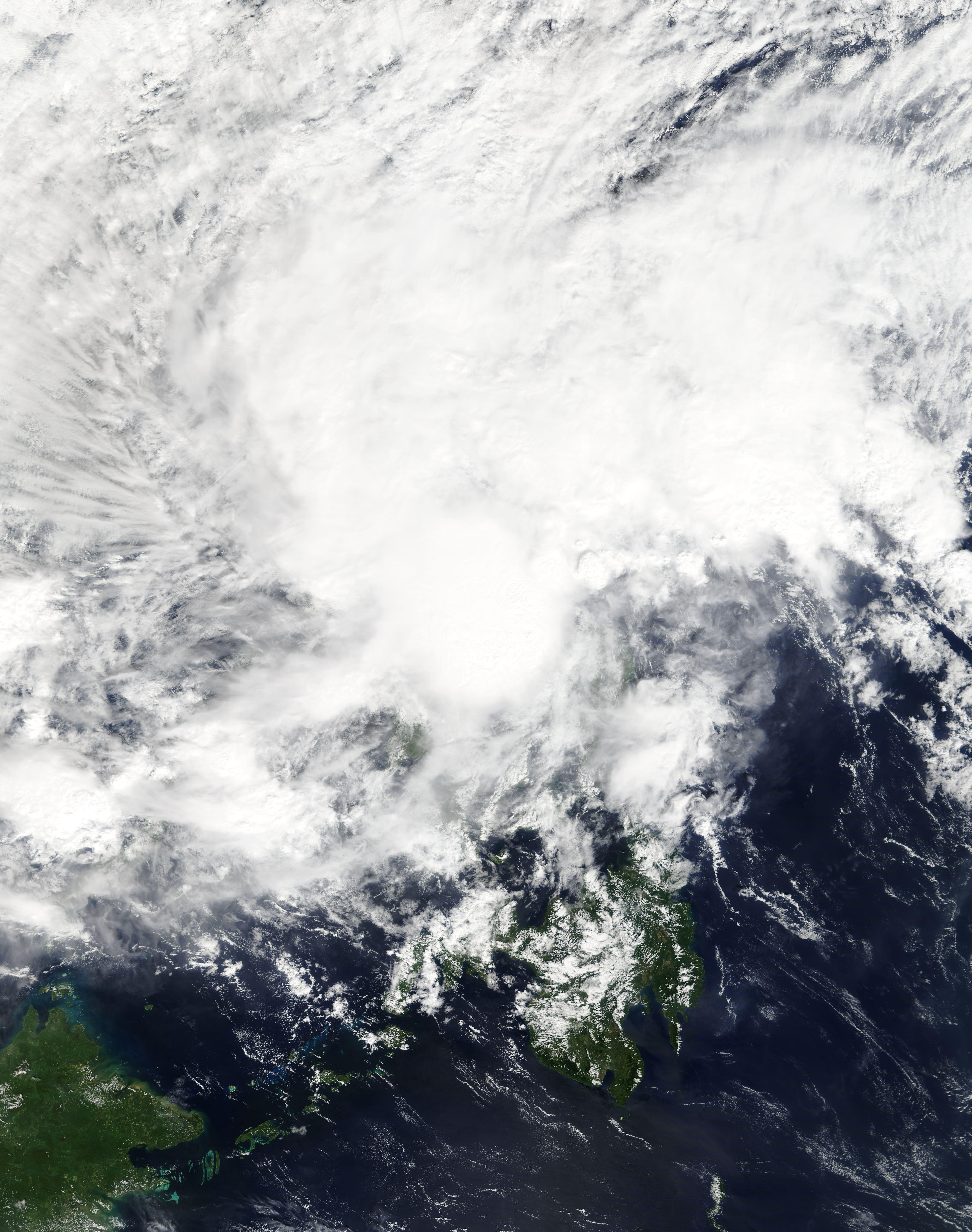
Usman khi trên Philipines ngày 29 tháng 12 năm 2018

### Công tác phòng chống
Công tác phòng chống bão Usman ở Philipines khá chủ quan vì sức gió của nó không quá lớn và người dân Philipines quá tự tin do họ đang ở trong kì nghỉ Giáng sinh và chuẩn bị chào đón năm mới.Chính quyền cũng không đưa ra cảnh báo kịp thời cho người dân dẫn đến hậu quả nặng nề.

### Tác động
Khi đi qua Philippines, Usman đã mang theo mưa lớn gây ra nhiều trận lở đất,ban đầu thống kê nó khiến 125 người thiệt mạng và thiệt hại về nông nghiệp là 528,5 triệu Php (10 triệu USD). Dù ra khỏi Philipines nhưng nó vẫn gây mưa lớn dai dẳng,khiến công tác cứu hộ gặp nhiều khó khăn.